# El Dorado Speedway
O El Dorado Speedway é um autódromo localizado em Aldama, no estado de Chihuahua no México, o circuito possui um formato D-oval com 1 km (0,635 milhas) de extensão com piso de concreto, 20 graus de inclinação nas curvas, 14 graus no trecho frontal e 11 graus no trecho traseiro, com 20 metros de largura nas curvas e 16 metros de largura nas retas.
Foi inaugurado em 2012, recebe corridas da NASCAR Mexico Series.